# Asura floridensis
Asura floridensis là một loài bướm đêm thuộc phân họ Arctiinae, họ Erebidae.